# بروتوكول البلاغ المؤتمري

في البث المجموعاتي تصل الرسالة إلى مجموعة محددة من المُستخدمين.

بروتوكول البلاغ المؤتمري يُستخدم بروتوكول البلاغ  التجريبي في المؤتمرات ذات البث المتعددة.

## نبذة
عادةً ما يُستخدم بروتوكولٌ وصفيّ ك نموذجًا تنسيقيّ لكيفية توصيل الصوت والفيديو في المؤتمر عبر شبكاتIP استعانةً ببروتوكولات البيانات الخاصة بالمستخدم. وتحت رهن هذا البروتوكول يُحيل للمرسلين بشكل دوري معرفة أوصاف البروتوكول بعنوان ذات إرسالٍ مُتعدد ومنفذ رقم (9875). هذا وتعتبر أنظمة الأستماع كدليلٍ مُرفق لجميع المؤتمرات ذات الأبعاد المتعددة. تم إنشاء انظمة هذا البروتوكول من قِبل فريق مهام هندسي متخصص.

## المدة الفاصلة
يتم تضمين المدة الفاصلة للبلاغ على نحوٍ تعاوني بحيث تستهلك البروتوكولات في نطاق تسليمها مدة افتراضية تصل نحو 4000 بت في الثانية بغض النظر عن الحد الأقصى للمدة الزمنية للبلاغ والتي تقدر ب 300 ثانية أيّ (5 دقائق). حيثُ أن صلاحيته تنتهي تلقائيًا بعد 10 مرات للمدة الفاصلة أو بعد ساعة.

## المصادقة
تتميز بروتوكولات البلاغ المؤتمرية بإمكانياتٍ مُتعددة في إتمام المصادقة والتشفير. إلا أن استخدام الطرق المشفرة غير مُوصى بها حيث ان إتمام عملية المصادقة قد تحول في منع أي تعديل لم يتم تصريحه أو منع أي هجمات إلكترونية أخرى. هذا ويتم دعم نظامين مخصصين لإجراء المصادقة ألا وهم:
- برنامج التشفير  Pretty Good Privacy  كما هو محدد في RFC2440.
- برنامج الرسائل المشفرة Cryptographic Message Syntax كما هو محدد في   RFC5652

## التطبيقات
يُراقب تطبيق VLC media player البلاغات المؤتمرية وبدوره يُقدم للمستخدم قائمة من الروافد المُتاحة. حيث ان بروتوكول البلاغ المؤتمري يعتبر أحد تقنيات الأتصال المكتشفة في أدارة عمليات الاتصال الموضحة في AES67  معايير الأيثرنت الصوتية.